# 22 juillet 1945
Le dimanche 22 juillet 1945 est le 203e jour de l'année 1945.

## Naissances
- Alain Riondet (mort le 9 août 1998), auteur de bandes dessinées, romancier et scénariste à la télévision
- Alexander Arkadjewitsch Migdal, physicien et entrepreneur russo-américain
- David F. Noble (mort le 27 décembre 2010), historien américain
- François Scapula (mort le 7 juillet 2024), criminel français
- Jacqueline Julien, féministe et lesbienne française
- Marie Rose Lortet, plasticienne française
- Neal Shapiro, cavalier américain de saut d’obstacles
- Patrick Chamunda (mort le 14 août 2022), dirigeant sportif zambien

## Décès
- E.P. Evers (né le 11 septembre 1874), acteur et scénariste américain
- Emmanuel Foulon (né le 29 décembre 1871), archer belge
- George Hogg (né le 22 février 1915), journaliste britannique
- Veloso Salgado (né le 2 avril 1864), peintre portugais

## Événements
- Début de la bataille de la baie de Sagami